# Hoekpunt (meetkunde)

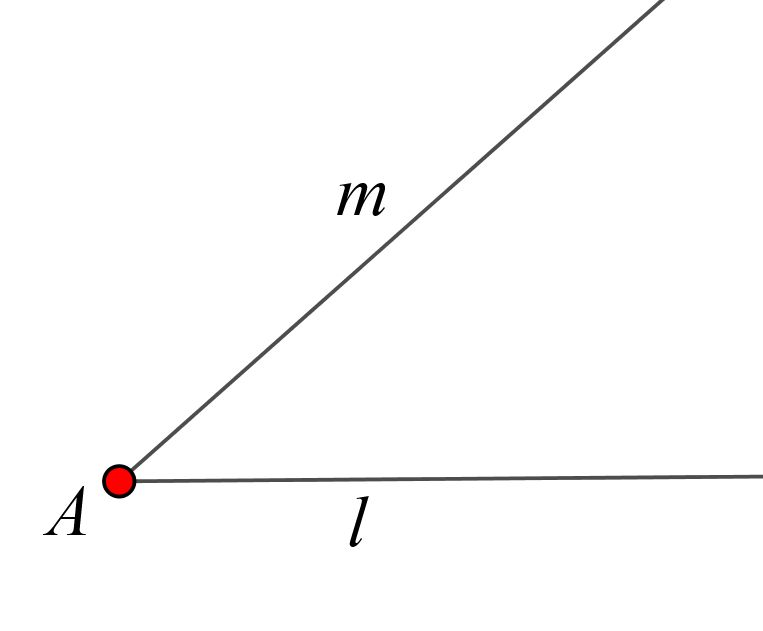
Hoekpunt A, benen l en m

In de meetkunde is een hoekpunt het gemeenschappelijk begin- of eindpunt van twee halve lijnen, of synoniem daarmee halflijnen of halfrechten of van twee lijnstukken. Beide halve lijnen of beide lijnstukken en het hoekpunt vormen samen een hoek. De beide halve lijnen of lijnstukken heten de benen van de hoek. Wanneer er is bepaald dat er op een gegeven punt een hoekpunt ligt en beide halve lijnen samenvallen of in elkaars verlengde liggen, kan er van hoekpunt worden gesproken. Hoekpunt wordt vaak tot hoek afgekort.
Het gemeenschappelijke punt van twee zijden van een veelhoek is een hoekpunt van die veelhoek. Het snijpunt van de twee lijnen wordt wel hoekpunt genoemd.
Er wordt bij veelvlakken ook van hoekpunten gesproken. Een hoekpunt van een veelvlak is het gemeenschappelijke punt van een aantal zijvlakken van dat veelvlak, waar die veelvlakken samenkomen, dus een punt waar verschillende ribben van dat veelvlak bij elkaar komen. Dat zijn altijd ten minste drie ribben. Een hoekpunt van een veelvlak is altijd een hoekpunt van een zijvlak van dat veelvlak.
Het meest gebruikte teken voor hoek is {\displaystyle \angle }. Het hoekteken wordt alleen gebruikt in algebraïsche uitdrukkingen als na het teken direct de naam van de hoek volgt. Vaak is die naam dan gelijk aan de naam van het hoekpunt. Bijvoorbeeld: {\displaystyle \angle A}, als {\displaystyle A} de naam is van het betreffende hoekpunt. 

Voorbeeld
De tekst de hoek bij het hoekpunt A is een scherpe hoek kan met gebruik van het hoekteken worden geformuleerd als: {\displaystyle \angle A<{90^{\rm {o}}}}.